# Административно-территориальное деление Рязанского района Рязанской области

Рязанский район на карте Рязанской области

Карта Рязанского района

Рязанский район в рамках административно-территориального устройства включает 18 сельских округов.
В рамках организации местного самоуправления, муниципальный район делится на 18 муниципальных образований со статусом сельских поселений:
1. Варсковское сельское поселение (с. Варские)
2. Высоковское сельское поселение (с. Высокое)
3. Вышгородское сельское поселение (с. Вышгород)
4. Дубровическое сельское поселение (с. Дубровичи)
5. Дядьковское сельское поселение (с. Дядьково)
6. Екимовское сельское поселение (с. Екимовка)
7. Заборьевское сельское поселение (с. Заборье)
8. Заокское сельское поселение (с. Заокское)
9. Искровское сельское поселение (с. Искра)
10. Листвянское сельское поселение (п. Листвянка)
11. Льговское сельское поселение (с. Льгово)
12. Мурминское сельское поселение (р. п. Мурмино)
13. Окское сельское поселение (п. Окский)
14. Подвязьевское сельское поселение (с. Подвязье)
15. Полянское сельское поселение (с. Поляны)
16. Семёновское сельское поселение (д. Секиотово)
17. Турлатовское сельское поселение (д. Турлатово)
18. Тюшевское сельское поселение (с. Тюшево).

Сельские округа соответствуют сельским поселениям. 

## Формирование муниципальных образований
В результате муниципальной реформы к 2006 году на территории 35 сельских округов было образовано 21 сельское поселение.
| Административно-территориальная единица | Населённый пункт    | Муниципальное образование         |
| --------------------------------------- | ------------------- | --------------------------------- |
| Варсковский сельский округ              | Варские             | Варсковское сельское поселение    |
| Варсковский сельский округ              | Красный Восход      | Варсковское сельское поселение    |
| Варсковский сельский округ              | Лопухи              | Варсковское сельское поселение    |
| Высоковский сельский округ              | Волдыревка          | Высоковское сельское поселение    |
| Высоковский сельский округ              | Высокое             | Высоковское сельское поселение    |
| Высоковский сельский округ              | Демкино             | Высоковское сельское поселение    |
| Высоковский сельский округ              | Учхоза «Стенькино»  | Высоковское сельское поселение    |
| Вышгородский сельский округ             | Вышгород            | Вышгородское сельское поселение   |
| Вышгородский сельский округ             | Дудкино             | Вышгородское сельское поселение   |
| Гавердовский сельский округ             | Гавердово           | Вышгородское сельское поселение   |
| Гавердовский сельский округ             | Пальное             | Вышгородское сельское поселение   |
| Вышетравинский сельский округ           | Арсентьево          | Вышетравинское сельское поселение |
| Вышетравинский сельский округ           | Вышетравино         | Вышетравинское сельское поселение |
| Вышетравинский сельский округ           | Глядково            | Вышетравинское сельское поселение |
| Вышетравинский сельский округ           | Климантино          | Вышетравинское сельское поселение |
| Вышетравинский сельский округ           | Матвеевка           | Вышетравинское сельское поселение |
| Вышетравинский сельский округ           | Новинское           | Вышетравинское сельское поселение |
| Вышетравинский сельский округ           | Павловка            | Вышетравинское сельское поселение |
| Вышетравинский сельский округ           | Сажнево             | Вышетравинское сельское поселение |
| Вышетравинский сельский округ           | Свобода             | Вышетравинское сельское поселение |
| Вышетравинский сельский округ           | Слободка            | Вышетравинское сельское поселение |
| Вышетравинский сельский округ           | Чичкино             | Вышетравинское сельское поселение |
| Дашковский сельский округ               | Аксиньино           | Вышетравинское сельское поселение |
| Дашковский сельский округ               | Дашки-2             | Вышетравинское сельское поселение |
| Дашковский сельский округ               | Минеево             | Вышетравинское сельское поселение |
| Дашковский сельский округ               | Романцево           | Вышетравинское сельское поселение |
| Дашковский сельский округ               | Сорокино            | Вышетравинское сельское поселение |
| Дашковский сельский округ               | Щегрово             | Вышетравинское сельское поселение |
| Дубровический сельский округ            | Алеканово           | Дубровическое сельское поселение  |
| Дубровический сельский округ            | Багданово           | Дубровическое сельское поселение  |
| Дубровический сельский округ            | Гнетово             | Дубровическое сельское поселение  |
| Дубровический сельский округ            | Дубровичи           | Дубровическое сельское поселение  |
| Дядьковский сельский округ              | Дядьково            | Дядьковское сельское поселение    |
| Новосёлковский сельский округ           | Вишневка            | Дядьковское сельское поселение    |
| Новосёлковский сельский округ           | Гряцкое             | Дядьковское сельское поселение    |
| Новосёлковский сельский округ           | Гурейкино           | Дядьковское сельское поселение    |
| Новосёлковский сельский округ           | Новосёлки           | Дядьковское сельское поселение    |
| Екимовский сельский округ               | Березовка           | Екимовское сельское поселение     |
| Екимовский сельский округ               | Екимовка            | Екимовское сельское поселение     |
| Екимовский сельский округ               | Калетинка           | Екимовское сельское поселение     |
| Екимовский сельский округ               | Писцово             | Екимовское сельское поселение     |
| Екимовский сельский округ               | Радюкино            | Екимовское сельское поселение     |
| Рожковский сельский округ               | Абрютино            | Екимовское сельское поселение     |
| Рожковский сельский округ               | Абрютинские Выселки | Екимовское сельское поселение     |
| Рожковский сельский округ               | Дедюхино            | Екимовское сельское поселение     |
| Рожковский сельский округ               | Дубняки             | Екимовское сельское поселение     |
| Рожковский сельский округ               | Лужки               | Екимовское сельское поселение     |
| Рожковский сельский округ               | Матюнино            | Екимовское сельское поселение     |
| Рожковский сельский округ               | Рожок               | Екимовское сельское поселение     |
| Рожковский сельский округ               | Сергеевка           | Екимовское сельское поселение     |
| Рожковский сельский округ               | Стафурлово          | Екимовское сельское поселение     |
| Агро-Пустынский сельский округ          | Агро-Пустынь        | Заборьевское сельское поселение   |
| Борисковский сельский округ             | Борисково           | Заборьевское сельское поселение   |
| Деулинский сельский округ               | Деулино             | Заборьевское сельское поселение   |
| Деулинский сельский округ               | Картаносово         | Заборьевское сельское поселение   |
| Деулинский сельский округ               | Лесохим             | Заборьевское сельское поселение   |
| Деулинский сельский округ               | Поповка             | Заборьевское сельское поселение   |
| Заборьевский сельский округ             | Заборье             | Заборьевское сельское поселение   |
| Заборьевский сельский округ             | Кельцы              | Заборьевское сельское поселение   |
| Заборьевский сельский округ             | Ласково             | Заборьевское сельское поселение   |
| Заборьевский сельский округ             | Ласковский          | Заборьевское сельское поселение   |
| Заборьевский сельский округ             | Отводное            | Заборьевское сельское поселение   |
| Заборьевский сельский округ             | Передельцы          | Заборьевское сельское поселение   |
| Заборьевский сельский округ             | Приозерный          | Заборьевское сельское поселение   |
| Заборьевский сельский округ             | Требухино           | Заборьевское сельское поселение   |
| Полковский сельский округ               | Полково             | Заборьевское сельское поселение   |
| Заокский сельский округ                 | Заокское            | Заокское сельское поселение       |
| Коростовский сельский округ             | Коростово           | Заокское сельское поселение       |
| Искровский сельский округ               | Госплемстанции      | Искровское сельское поселение     |
| Искровский сельский округ               | Искра               | Искровское сельское поселение     |
| Искровский сельский округ               | Куркино             | Искровское сельское поселение     |
| Искровский сельский округ               | Кутуково            | Искровское сельское поселение     |
| Искровский сельский округ               | Мордвино-Поливаново | Искровское сельское поселение     |
| Искровский сельский округ               | Огибалово           | Искровское сельское поселение     |
| Искровский сельский округ               | Тарасово            | Искровское сельское поселение     |
| Искровский сельский округ               | Шахово              | Искровское сельское поселение     |
| Искровский сельский округ               | Ялино               | Искровское сельское поселение     |
| Шевцовский сельский округ               | Алехино             | Искровское сельское поселение     |
| Шевцовский сельский округ               | Букрино             | Искровское сельское поселение     |
| Шевцовский сельский округ               | Бурмино             | Искровское сельское поселение     |
| Шевцовский сельский округ               | Власьево            | Искровское сельское поселение     |
| Шевцовский сельский округ               | Дятлово             | Искровское сельское поселение     |
| Шевцовский сельский округ               | Зверево             | Искровское сельское поселение     |
| Шевцовский сельский округ               | Рождество-Лесное    | Искровское сельское поселение     |
| Шевцовский сельский округ               | Фролово             | Искровское сельское поселение     |
| Шевцовский сельский округ               | Шевцово             | Искровское сельское поселение     |
| Шевцовский сельский округ               | Шекшино             | Искровское сельское поселение     |
| Кораблинский сельский округ             | Богданово           | Кораблинское сельское поселение   |
| Кораблинский сельский округ             | Глебово             | Кораблинское сельское поселение   |
| Кораблинский сельский округ             | Горетово            | Кораблинское сельское поселение   |
| Кораблинский сельский округ             | Кораблино           | Кораблинское сельское поселение   |
| Кораблинский сельский округ             | Путково             | Кораблинское сельское поселение   |
| Кораблинский сельский округ             | Юрасово             | Кораблинское сельское поселение   |
| Листвянский сельский округ              | Александрово        | Листвянское сельское поселение    |
| Листвянский сельский округ              | Болошнево           | Листвянское сельское поселение    |
| Листвянский сельский округ              | Зубенки             | Листвянское сельское поселение    |
| Листвянский сельский округ              | Ивашково            | Листвянское сельское поселение    |
| Листвянский сельский округ              | Листвянка           | Листвянское сельское поселение    |
| Листвянский сельский округ              | Подиково            | Листвянское сельское поселение    |
| Листвянский сельский округ              | Храпылево           | Листвянское сельское поселение    |
| Наумовский сельский округ               | Лысцево             | Листвянское сельское поселение    |
| Наумовский сельский округ               | Наумово             | Листвянское сельское поселение    |
| Наумовский сельский округ               | Шелудино 1          | Листвянское сельское поселение    |
| Наумовский сельский округ               | Шелудино 2          | Листвянское сельское поселение    |
| Льговский сельский округ                | Астромино           | Льговское сельское поселение      |
| Льговский сельский округ                | Дмитриевка          | Льговское сельское поселение      |
| Льговский сельский округ                | Зеленево            | Льговское сельское поселение      |
| Льговский сельский округ                | Лужки               | Льговское сельское поселение      |
| Льговский сельский округ                | Льгово              | Льговское сельское поселение      |
| Льговский сельский округ                | Плахино             | Льговское сельское поселение      |
| Льговский сельский округ                | Рубцово             | Льговское сельское поселение      |
| Льговский сельский округ                | Шевердиновка        | Льговское сельское поселение      |
| Мурминский сельский округ               | Долгинино           | Мурминское сельское поселение     |
| Мурминский сельский округ               | Казарь              | Мурминское сельское поселение     |
| Мурминский сельский округ               | Мурмино             | Мурминское сельское поселение     |
| Мурминский сельский округ               | Северный            | Мурминское сельское поселение     |
| Мурминский сельский округ               | Семкино             | Мурминское сельское поселение     |
| Окский сельский округ                   | Бежтвино            | Окское сельское поселение         |
| Окский сельский округ                   | Денежниково         | Окское сельское поселение         |
| Окский сельский округ                   | Ивкино              | Окское сельское поселение         |
| Окский сельский округ                   | Коротково           | Окское сельское поселение         |
| Окский сельский округ                   | Окский              | Окское сельское поселение         |
| Окский сельский округ                   | Панферово           | Окское сельское поселение         |
| Окский сельский округ                   | Протасово           | Окское сельское поселение         |
| Окский сельский округ                   | Сальково            | Окское сельское поселение         |
| Окский сельский округ                   | Трубниково          | Окское сельское поселение         |
| Окский сельский округ                   | Ялтуново            | Окское сельское поселение         |
| Насуровский сельский округ              | Бахмачеево          | Подвязьевское сельское поселение  |
| Насуровский сельский округ              | Вешки               | Подвязьевское сельское поселение  |
| Насуровский сельский округ              | Маточкино           | Подвязьевское сельское поселение  |
| Насуровский сельский округ              | Насурово            | Подвязьевское сельское поселение  |
| Насуровский сельский округ              | Подлесное           | Подвязьевское сельское поселение  |
| Насуровский сельский округ              | Тепловодие          | Подвязьевское сельское поселение  |
| Подвязьевский сельский округ            | Высоковские Дворики | Подвязьевское сельское поселение  |
| Подвязьевский сельский округ            | Жуково              | Подвязьевское сельское поселение  |
| Подвязьевский сельский округ            | Казначеево          | Подвязьевское сельское поселение  |
| Подвязьевский сельский округ            | Киселево            | Подвязьевское сельское поселение  |
| Подвязьевский сельский округ            | Кураксино           | Подвязьевское сельское поселение  |
| Подвязьевский сельский округ            | Подвязье            | Подвязьевское сельское поселение  |
| Полянский сельский округ                | Поляны              | Полянское сельское поселение      |
| Полянский сельский округ                | Шумашь              | Полянское сельское поселение      |
| Ровновский сельский округ               | Агарково            | Ровновское сельское поселение     |
| Ровновский сельский округ               | Взметнево           | Ровновское сельское поселение     |
| Ровновский сельский округ               | Городищево          | Ровновское сельское поселение     |
| Ровновский сельский округ               | Дубровка            | Ровновское сельское поселение     |
| Ровновский сельский округ               | Дьяконово           | Ровновское сельское поселение     |
| Ровновский сельский округ               | Матчино             | Ровновское сельское поселение     |
| Ровновский сельский округ               | Пущино              | Ровновское сельское поселение     |
| Ровновский сельский округ               | Ровное              | Ровновское сельское поселение     |
| Ровновский сельский округ               | Стенькино           | Ровновское сельское поселение     |
| Семеновский сельский округ              | Аблово              | Семёновское сельское поселение    |
| Семеновский сельский округ              | Алтухово            | Семёновское сельское поселение    |
| Семеновский сельский округ              | Мельгуново          | Семёновское сельское поселение    |
| Семеновский сельский округ              | Никольское          | Семёновское сельское поселение    |
| Семеновский сельский округ              | Оленинское          | Семёновское сельское поселение    |
| Семеновский сельский округ              | Прудный             | Семёновское сельское поселение    |
| Семеновский сельский округ              | Секиотово           | Семёновское сельское поселение    |
| Семеновский сельский округ              | Семено-Никольское   | Семёновское сельское поселение    |
| Семеновский сельский округ              | Семено-Оленинское   | Семёновское сельское поселение    |
| Семеновский сельский округ              | Серовское           | Семёновское сельское поселение    |
| Реткинский сельский округ               | Затишье             | Турлатовское сельское поселение   |
| Реткинский сельский округ               | Реткино             | Турлатовское сельское поселение   |
| Реткинский сельский округ               | Синец               | Турлатовское сельское поселение   |
| Турлатовский сельский округ             | Каменец             | Турлатовское сельское поселение   |
| Турлатовский сельский округ             | Марьино-1           | Турлатовское сельское поселение   |
| Турлатовский сельский округ             | Марьино-2           | Турлатовское сельское поселение   |
| Турлатовский сельский округ             | Поленское           | Турлатовское сельское поселение   |
| Турлатовский сельский округ             | Турлатово           | Турлатовское сельское поселение   |
| Мушковатовский сельский округ           | Березники           | Тюшевское сельское поселение      |
| Мушковатовский сельский округ           | Даниловка           | Тюшевское сельское поселение      |
| Мушковатовский сельский округ           | Мушковатово         | Тюшевское сельское поселение      |
| Мушковатовский сельский округ           | Нашатыркино         | Тюшевское сельское поселение      |
| Мушковатовский сельский округ           | Ульяновка           | Тюшевское сельское поселение      |
| Тюшевский сельский округ                | Большое Шапово      | Тюшевское сельское поселение      |
| Тюшевский сельский округ                | Земенки             | Тюшевское сельское поселение      |
| Тюшевский сельский округ                | Тюшево              | Тюшевское сельское поселение      |
| Тюшевский сельский округ                | Хирино              | Тюшевское сельское поселение      |
| Тюшевский сельский округ                | Шахманово           | Тюшевское сельское поселение      |

В 2017 году были упразднены сельские поселения: Кораблинское (включено в Вышгородское сельское поселение); Вышетравинское  (включено в Окское сельское поселение); Ровновское  (включено в Семёновское сельское поселение).